# Železniční trať Chur–Rorschach
Železniční trať Chur–Rorschach (známá také jako Rheintallinie, tedy Trať údolím Rýna) je hlavní železniční trať ve Švýcarsku. Trať vede z Rorschachu na břehu Bodamského jezera, v převážné většině délky prochází údolím Alpského Rýna, a končí v Churu, hlavním městě kantonu Graubünden. Provozovatelem trati jsou Švýcarské spolkové dráhy (SBB).

## Popis trati

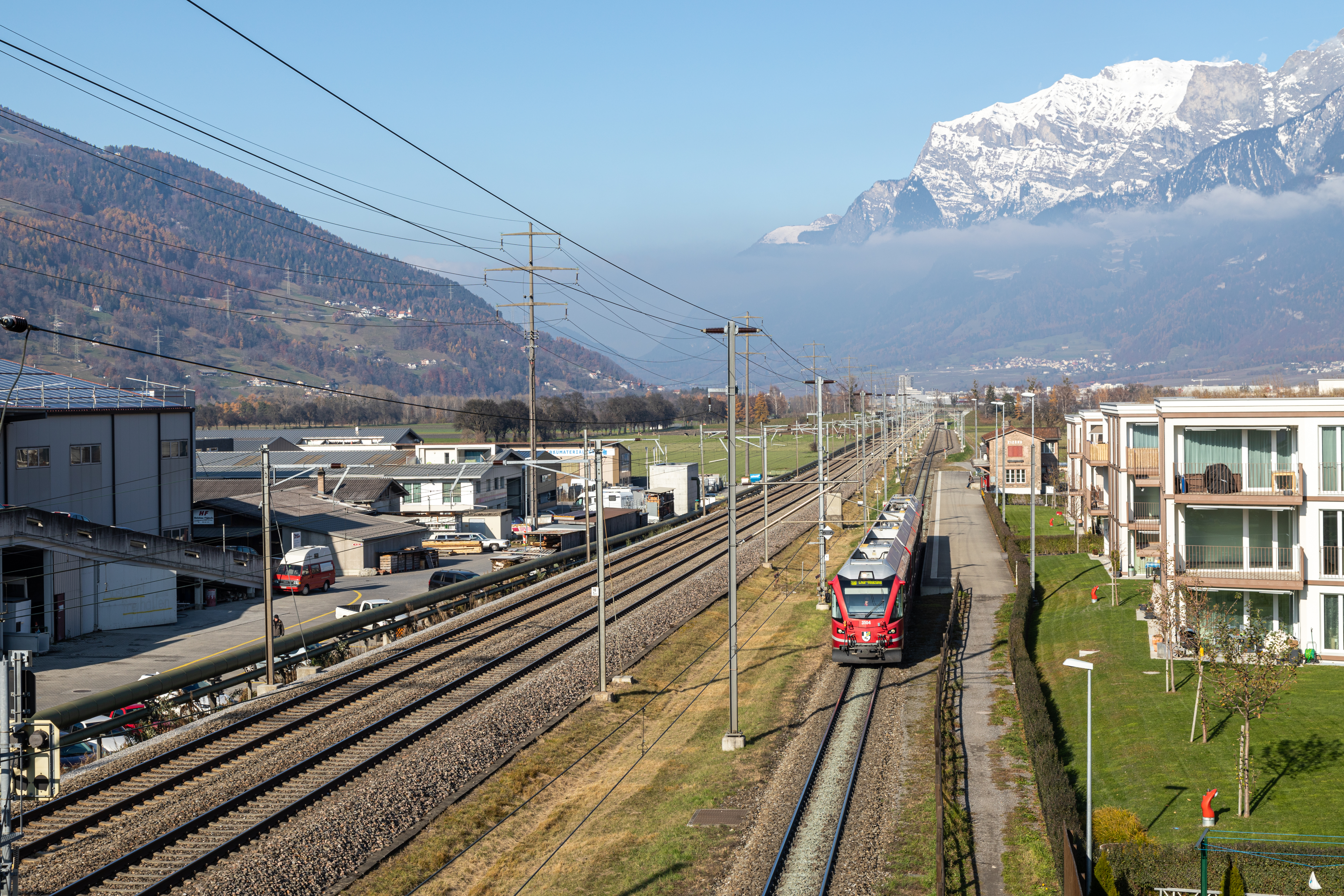
Souběh normálněrozchodné a úzkorozchodné trati v Zizers

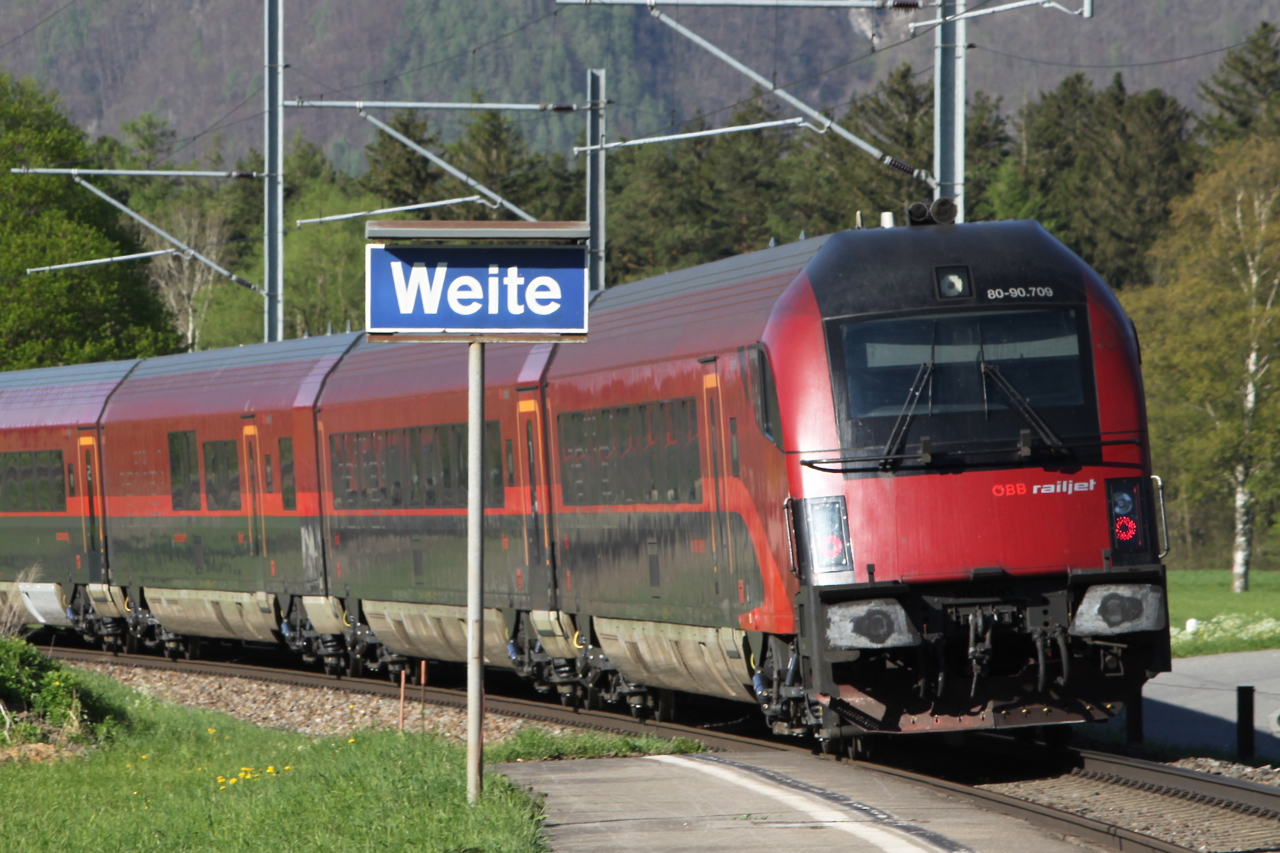
Rakouská souprava railjet u bývalé zastávky Weite

Železniční trať Chur–Rorschach je důležitou železniční spojnicí ve Švýcarsku. Vede v údolí Alpského Rýna z Churu přes Sargans a St. Margrethen do Rorschachu.
Trať údolím Rýna začíná na nádraží v Churu, kde se trať standardního rozchodu napojuje na kolejovou splítku Rhétské dráhy (RhB), vedoucí z Domatu do Churu. Trasa vede zpočátku souběžně s tratí RhB Chur-Landquart na sever do Haldensteinu, odkud obě tratě vedou do Zizers mezi Rýnem a dálnicí A13. Z Zizersu vede trať SBB přímo do Landquartu, kde se opět napojuje na trať RhB do Davosu, která vedla oklikou přes Igis. Mezi Maienfeldem a Bad Ragazem překračuje trať dálnici A13 a řeku Rýn, která tvoří hranici kantonů Graubünden a St. Gallen. Úsek do Maienfeldu je jedinou normálněrozchodnou tratí v kantonu Graubünden. Z Bad Ragazu jezdí vlaky souběžně s dálnicí A13 k železniční stanici Sargans, kde se trať rozděluje do Curychu a St. Gallenu.
V Sargans, výchozím bodě kilometráže, jedou vlaky ze Ziegelbrücke přes Sargansskou smyčku do Trübbachu, aby se vyhnuly úvrati. Krátký dvoukolejný úsek mezi Trübbachem a Neugrütem umožňuje křižování vlaků, jinak je trať až do St. Margrethen jednokolejná a nevede již podél dálnice A13 a Rýna, ale má vlastní trasu mezi dálnicí a údolním svahem. V Buchsu se trať údolím Rýna setkává s tratí Rakouských spolkových drah (ÖBB), která přichází z Feldkirchu. Vlaky jedoucí dále ze Sargans po Arlberské dráze mění v Buchsu směr jízdy, což je využíváno pro výměnu lokomotivy u nákladních vlaků.

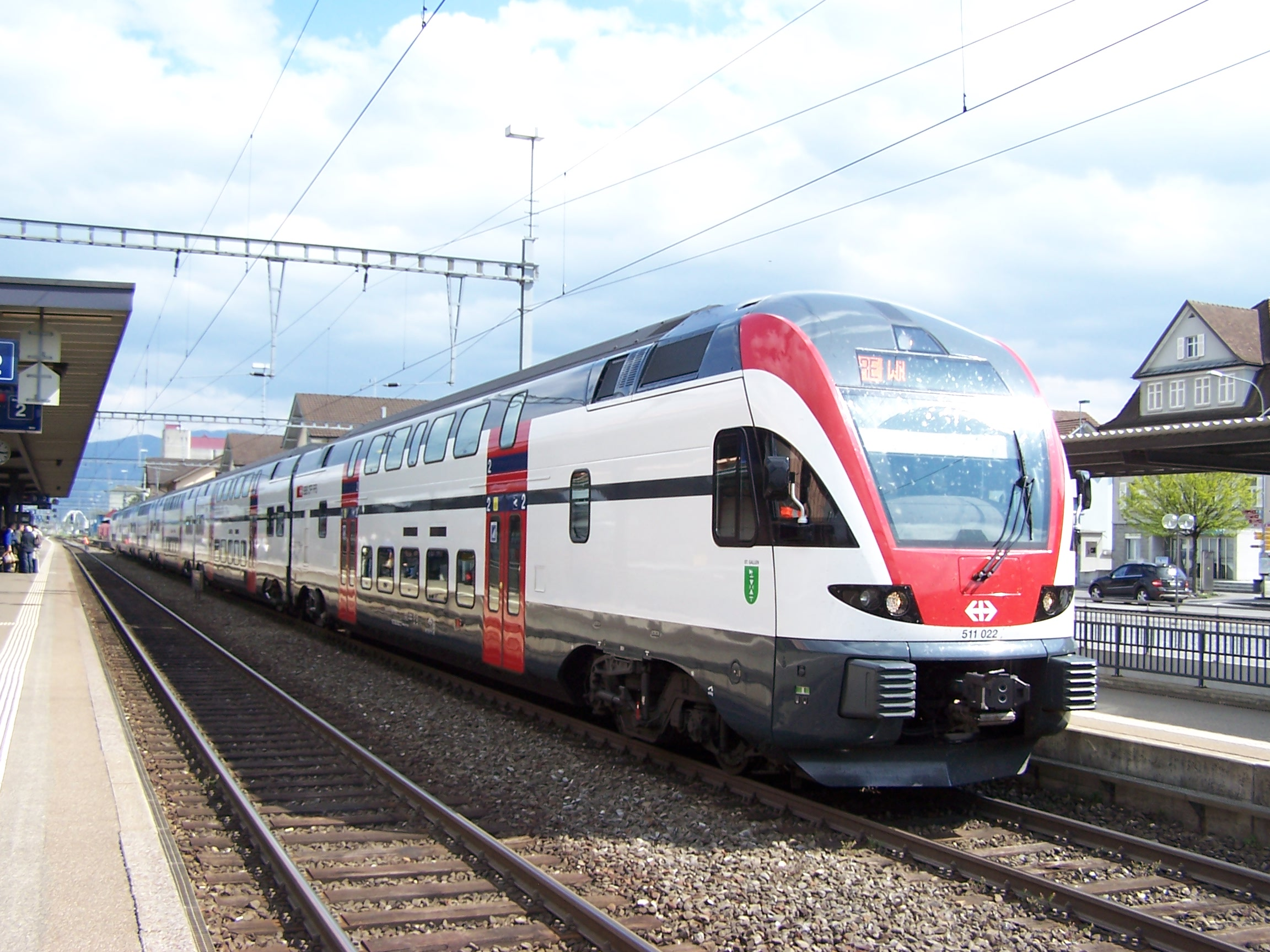
Zrychlený spoj Rheintal-Express v St. Margrethenu

Z Buchsu do Oberrietu vede trať údolím Rýna víceméně po vnitrozemském kanálu Werdenberg a údolí Rýna a podél hlavní silnice číslo 13 do Altstättenu. Železniční trať Altstätten–Gais společnosti Appenzeller Bahnen (AB) končí v zastávce Altstätten Stadt od roku 1975; od té doby zajišťuje spojení mezi oběma železničními stanicemi v Altstättenu krátká autobusová linka společnosti Rheintalische Verkehrsbetriebe. Trať do údolí Rýna vede v přímé linii do Au, aby podél vnitrozemského kanálu a dálnice dojela do St. Margrethen, kde se setkává s tratí ÖBB, přicházející z Bregenzu. Díky stejnému systému napájení SBB a ÖBB nemusí mezinárodní vlaky v St. Margrethenu často měnit hnací vozidla. Vlaky EuroCity z Curychu přes St. Gallen do Mnichova byly až do Lindau taženy lokomotivami řady Re 421, schopnými provozu v Německu a Rakousku; od změny jízdního řádu 13. prosince 2020 jezdí mezi Curychem a Mnichovem v celé trase naklápěcí vlaky řady RABe 503. V roce 2017 se v Lindau objevily nové vlaky RABe 503, které jsou v provozu od roku 2010. DB Cargo provozuje své nákladní vlaky Kornwestheim – Rorschach – Wolfurt bez výměny lokomotiv pomocí vlastních lokomotiv řady 185, schválených pro provoz ve Švýcarsku.
Trať údolím Rýna, která je nyní opět dvoukolejná, vede ze St. Margrethenu do Rheinecku podél dálnice A1 a Rýna. V Rheinecku je možná přestup na dráhu AB Rheineck–Walzenhausen, vedoucí do lázeňského střediska oblasti Vorderland. Trať údolím Rýna vede do Staadu a podél břehů Bodamského jezera do Rorschachu, odkud mohou vlaky SBB pokračovat po trati do St. Gallenu nebo po tzv. jezerní trati do Romanshornu, také tu začíná trať Appenzeller Bahnen do Heidenu.

## Provoz na trati

### Osobní doprava

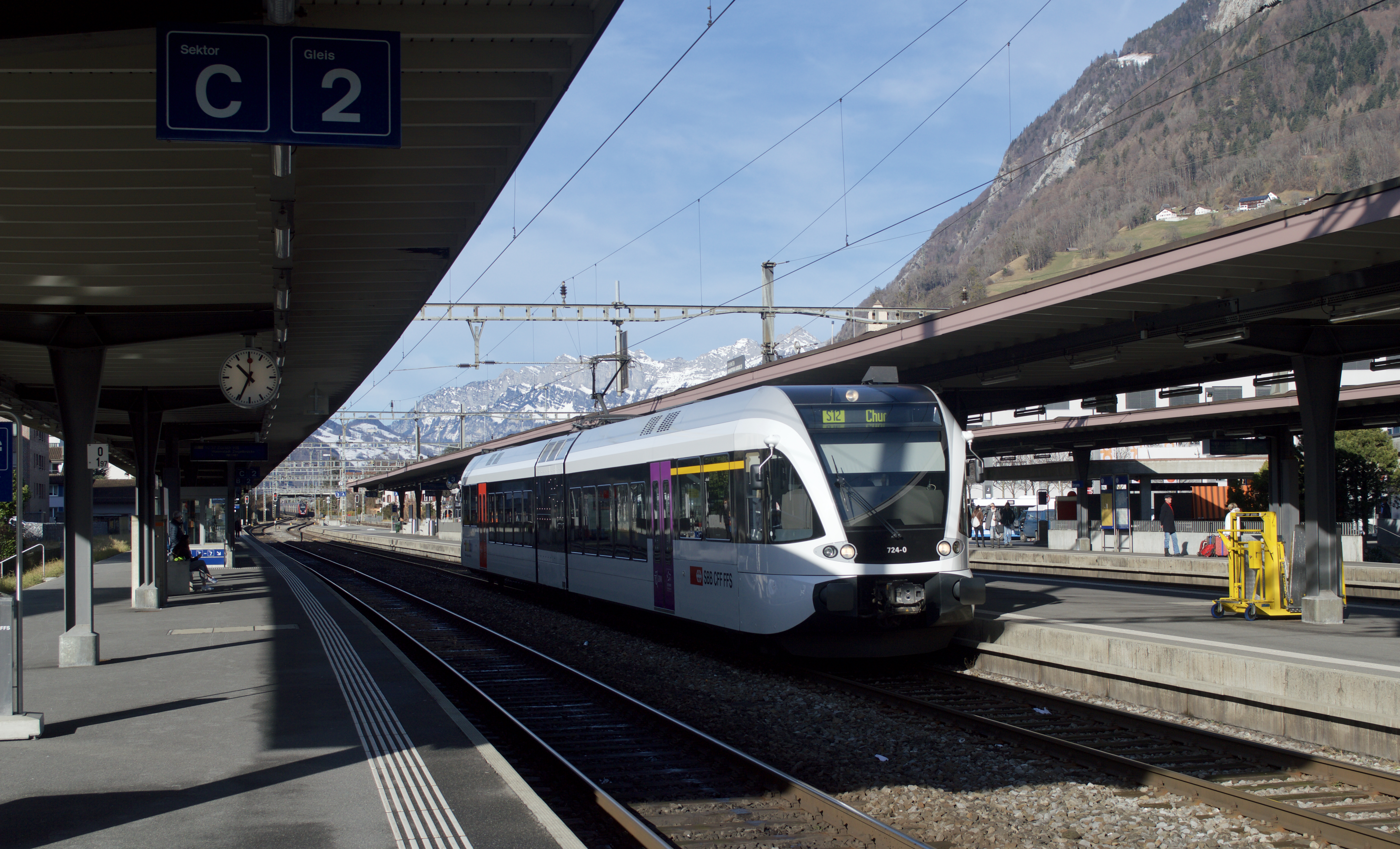
Osobní vlak linky S12 do Churu v Sargans

Od 13. prosince 2009 byly dva ze tří denních spojů kategorie EuroCity do a z Rakouska nahrazeny rakouskou soupravou Railjet. Tím došlo k celkovému zkrácení cesty mezi Curychem a Vídní o 40 minut, mimo jiné díky zkrácení doby na nutnou úvrať v Buchsu. Třetí spoj, bývalý Transalpin, byl v červnu 2010 rovněž převeden na Railjet, ale na rozdíl od prvních dvou nahrazených vlaků jezdí ve zdvojené trakci. Běžně jezdí denně až devět denních a nočních vlaků spojujících Curych s Rakouskem, všechny se zastávkami v Sargans a Buchsu. Od prosince 2020 obsluhuje úsek z Rorschachu do St. Margrethenu EuroCity Express Curych–Mnichov, který jezdí šestkrát denně.
Linka InterRegio 13, jezdící z Curychu přes St. Gallen do Churu, jezdí po trati v hodinovém intervalu. V regionální dopravě jezdí mezi Sargansem a Rorschachem každou hodinu také linka Südostbahn S4, zastavující ve všech stanicích. Mezi Altstättenem a St. Gallenem je trasa obsluhována linkami S1 a S2 St. Gallen S-Bahn. Mezi St. Gallenem a Altstättenem tak jezdí celkem dva vlaky za hodinu, mezi Heerbruggem a St. Gallenem až tři. Na úseku Sargans–Chur doplňují spoje z Curychu dva InterCity a RegioExpress se zastávkovou linkou S12 Sargans–Chur.

### Nákladní doprava

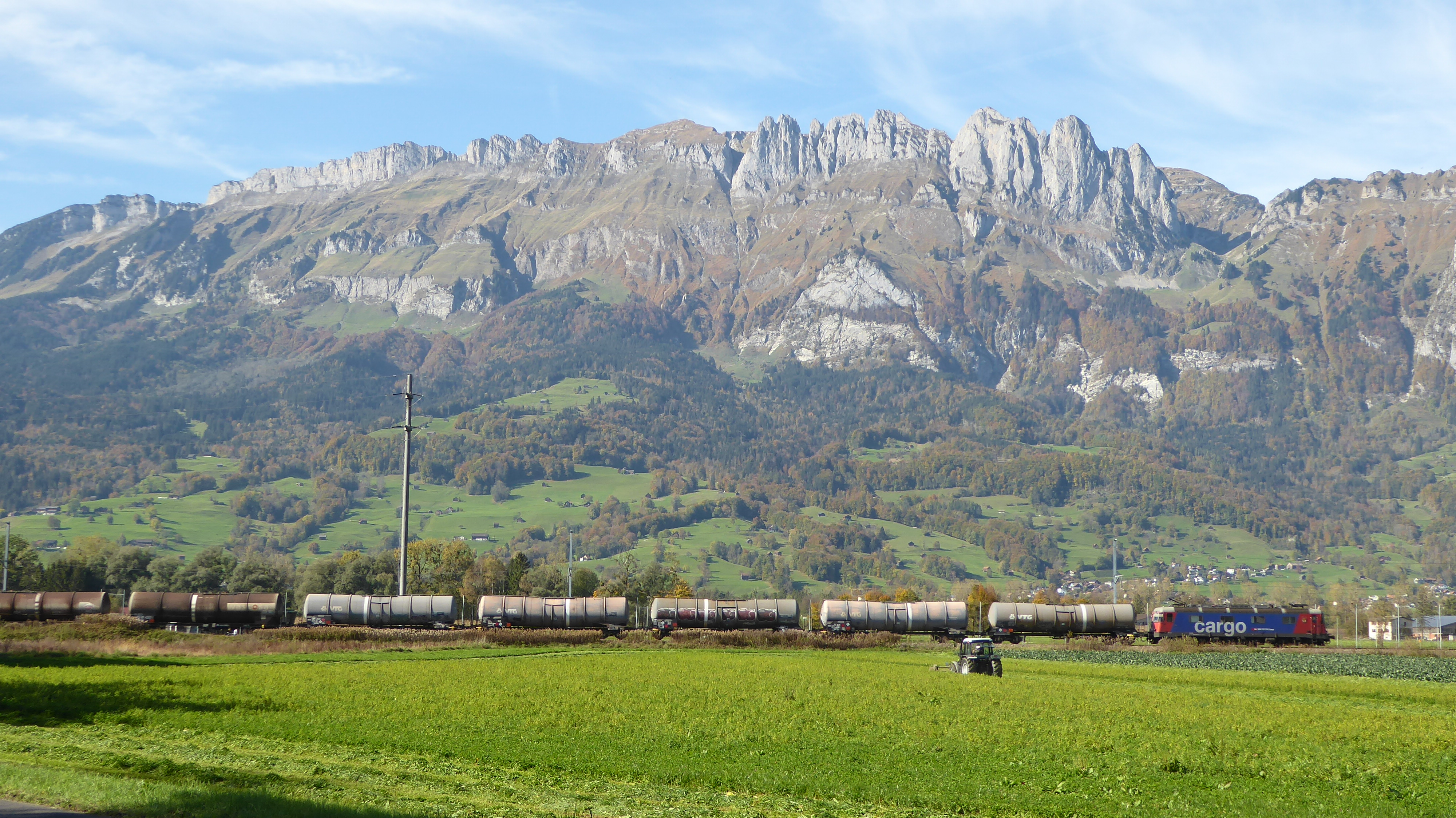
Nákladní vlak s lokomotivou řady Re 620 u Haagu

Objem nákladní dopravy mezi Sargansem a Buchsem je značný, protože se jedná o tranzitní trasu do Vorarlberska a dále do Rakouska. Přes hraniční přechod Buchs jezdí vlaky z Francie a švýcarského seřaďovacího nádraží Limmattal do seřaďovacího nádraží Hall in Tirol. Přechod v St. Margrethen využívají pouze vlaky do a ze seřaďovacího nádraží Wolfurt. Seřaďovací stanice Buchs obsluhuje celé švýcarské údolí Rýna.
Od roku 2004 jezdí nákladní vlaky DB Cargo ze Stuttgartu-Kornwestheimu po elektrifikované trati podél Bodamského jezera a dále přes Rorschach a St. Margrethen na seřaďovací nádraží Wolfurt, aby se vyhnuly používání dieselových lokomotiv na tratích Friedrichshafen–Lindau a Ulm–Friedrichshafen. Spojení z Ulmu do Lindau je od roku 2021 elektrifikováno.